# Botár Imre
Botár Imre (Dés, 1880. december 3. – Budapest, 1959. január 27.) történetíró, tanár. Az Unitárius Irodalmi Társaság tagja volt.

## Életpályája
1898–1902 között a budapesti Ferenc József Nevelőintézetben tanult. 1902-ben a budapesti tudományegyetemen történelem–latin szakos tanári oklevelet szerzett. 1902–1904 között  Szentgotthárdon tanított. 1904–1906 között fehértemplomi pedagógus volt. 1906–1919 között kaposvári oktató volt. 1920–1938 között a szolnoki Verseghy Ferenc Gimnázium rendes tanára volt.

### Munkássága
Gazdasági és településtörténettel, valamint unitárius egyháztörténettel foglalkozott. A magyarországi unitárius egyház történetét feldolgozó műve kéziratban maradt. Számos ide vonatkozó cikke főleg az Unitárius Értesítőben jelent meg. Kéziratban maradt: A magyarországi unitárius egyház története. Alapításától II. Rákóczi Györgyig című munkája. Munkatársa volt az Országos Középiskolai Tanáregyesületi Közlönynek.

## Családja
Szülei: Botár János és Rieman Emilia voltak. 1905-ben, Fehértemplomban házasságot kötött Csernus Kamillával. Fiuk, Imre (1910–1994) okleveles mérnök volt.Zoltán fiuk (1909–1965) postaforgalmi igazgató volt.
Sírja a Farkasréti temetőben található (2-11-12).

## Művei
- A fehértemplomi állami gimnázium harmincéves története (Fehértemplom, 1907)
- Horatius és Vergilius Róma ethikai megújhodásában (Egyetemes Philologiai Közlöny, 1908)
- Mai történettanításunkról (Országos Középiskolai Tanáregyesületi Közlöny, 1908)
- Történettanítás és szociológia (Országos Középiskolai Tanáregyesületi Közlöny, 1910)
- A vallásszabadság és Dávid Ferenc (Budapest, 1928)
- Forgách Ferenc emlékiratainak kritikája (Századok, 1933)
- Az unitárius élet munkásai (Budapest, 1940)
- Szolnok települési, népesedési és gazdasági viszonyai a XVIII. században (A Szolnoki Könyvtár és Múzeum Egyesület kiadványai. 4.; Szolnok, 1941)
- Szolnok agrártörténete a XIX. században (Századok, 1943)

## Emlékezete
- Emlékét Szolnokon utca őrzi.